# 巴西突頜脂鯉
巴西突頜脂鯉，為輻鰭魚綱脂鯉目脂鯉亞目脂鯉科的其中一個種。分布於南美洲巴拉圭河及巴拉那河流域，體長可達8.9公分，棲息在河川、溪流的洄水區，在黃昏及清晨間成群活動，以其他魚類的鱗片及水生昆蟲為食。